# Agrochola hypotaenia
Agrochola hypotaenia är en fjärilsart som beskrevs av Bytinsky-salz 1936. Agrochola hypotaenia ingår i släktet Agrochola och familjen nattflyn. Inga underarter finns listade i Catalogue of Life.